# تالي هو (أوراق لف السجائر)

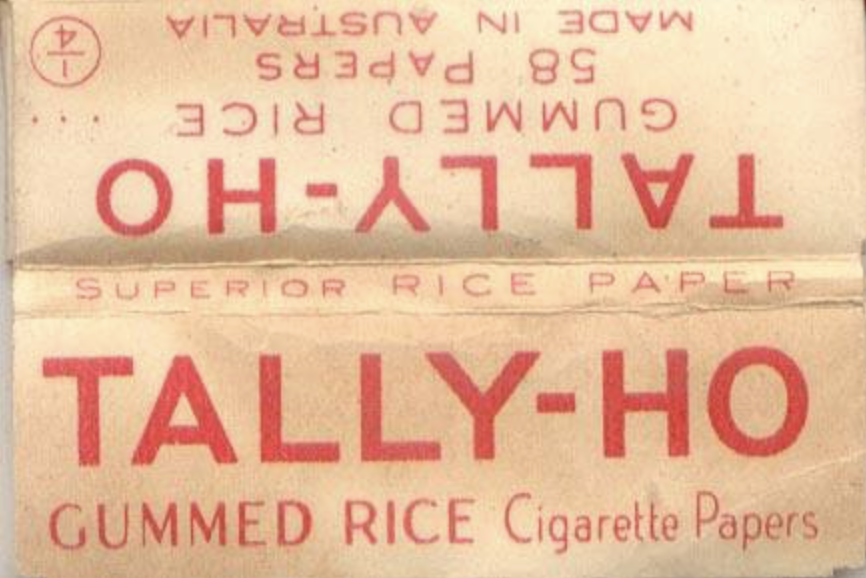
تالي هو (اوراق لف السجائر)

تالي هو Tally-Ho هي علامة تجارية أسترالية لأوراق لف السجائر يتم توزيعها من قبل إمبريال توباكو أستراليا.

## تاريخها
ورق تالي- هو للف السجائر مميز بأن كل ورقة تحمل معلومات ترفيهية عن أستراليا. في عام 2015، كان ورق "تالي- هو" شائعًا في السجون الفكتورية، على الرغم من حظر التدخين. وفقًا لتقرير أبحاث يعود إلى عام 2018-2025 حول سوق ورق اللف السجائر في العالم والولايات المتحدة، تم تصنيف شركات مثل Rizla، Pay-Pay، Zig-Zag، OCB، TOP، Bambu، Bugler، EZ Wider، Export Aquafuge، JOB، Juicy Jay's، Laramie، Raw، Rollies، Swan، Tally-Ho كأبرز المشاركين الرئيسيين في هذا السوق في العالم والولايات المتحدة. كـالمشاركين الرئيسيين الحاسمين في "تقرير اوراق لف السجائر" في السوق العالمية والأمريكية للفترة من 2018 إلى 2025".